# Neško Milovanović
Neško Milovanović (ur. 4 grudnia 1974) – bułgarski piłkarz występujący na pozycji napastnika, trener.

## Kariera piłkarska
Od 1995 do 2011 roku występował w Radnički Kragujevac, Policajac Belgrad, Bełasica Petricz, Obilić Belgrad, Lewski Sofia, Shanghai Greenland, Sanfrecce Hiroszima, Łokomotiw Płowdiw, Olympiakos Wolos, Borac Čačak, Sliema Wanderers i Radnički Nisz.